# Sierra de Madrès
La sierra de Madrès es un macizo paleozoico del Pirineo oriental, situado en la confluencia de tres departamentos franceses: Aude, Ariège y Pirineos Orientales. Comparte territorios de las comunas de Sansa, Mosset, Le Bousquet y Counozouls.
Está en el extremo noroeste del Conflent y al sur del País de Sault.
Destacan las montañas del Pico de Bernat Salvatge (2.427 m alto) y el Madrès (2.471 m), el Capcir, el pico del Oso (2.349 m). Al oeste, rae el alto valle del río Aude, mientras que al este se extiende una meseta áspera denominada la Meseta de Sornià que baja suavemente hasta las Valles de la Fenolleda y el río Agly al norte y, más abruptamente, en el valle del Têt al sur.
La cumbre del Madrès, es al límite de los términos de Mosset y Sansa, a las Fragas, una subcomarca del Conflent. Si al norte y al este forma tierras de secano, al sur y oeste es una sierra empinada y muy húmeda, y el árbol más común es el haya. Son estos montes al sur del macizo el objeto de protección del Parque natural regional de los Pirineos catalanes. Al noroeste rae el pico menor del Dormidor, y entre los dos una depresión denominada el collado de Jau, que es el lugar de paso tradicional desde el Conflent hasta el País de Sault.
La cumbre del Madrès (2.469 metros) está incluida en la Lista de las 100 cumbres de la FEEC (Federación de Entidades Excursionistas de Cataluña). Es, además, un destino frecuente en las excursiones de este rincón de los Pirineo.